# Škocjangrottorna

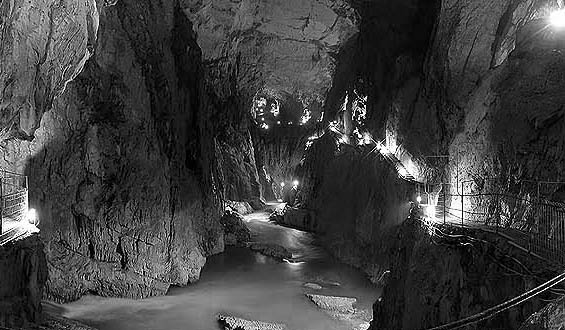
Škocjangrottorna

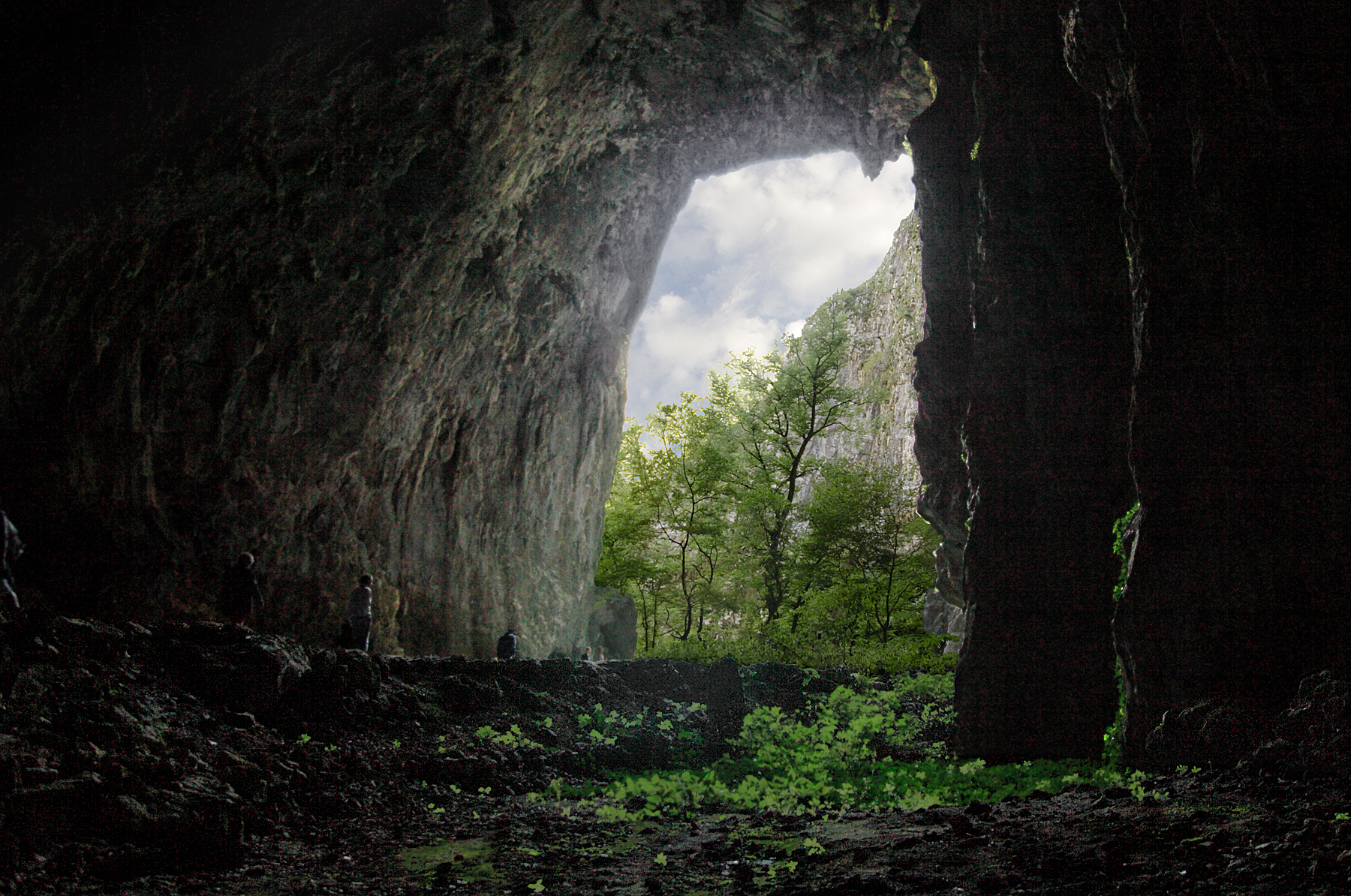
Bild tagen inifrån en av grottorna

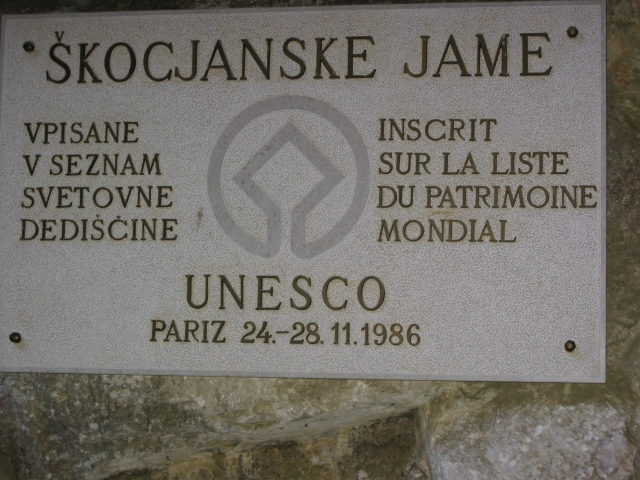
Škocjangrottorna upptogs 1986 på Unescos världsarvslista.

Škocjangrottorna (på slovenska Škocjanske jame) är ett system av kalkstensgrottor i regionen Karst i sydvästra Slovenien. Där finns doliner, omkring 5 kilometer underjordiska gångar, grottor som är mer än 200 meter djupa och ett antal vattenfall. Detta är en av världens mest berömda platser för att studera karstprocesser.
1986 fick Škocjangrottorna världsarvsstatus.

## Beskrivning
Škocjangrottorna är, framför allt, ett naturfenomen av global betydelse, rangordnade i nivå med Grand Canyon, Stora barriärrevet, Galapagosöarna, Mount Everest och andra. Škocjangrottorna räknas till ett av de mest betydande grottsystemen i världen, och utgör det mest framstående underjordiska fenomenet i både Karst-regionen och Slovenien. Den 18 maj 1999 lades de till på Ramsarlistan. Tillsammans med den underjordiska floden Reka utgör de en av de längsta underjordiska karstvåtmarkerna i Europa.
Floden Reka försvinner under jord vid Velika Dolina och flödar sedan vidare genom Škocjangrottorna under jord i 3,4 mil ut mot Adriatiska havet. Den kommer upp till markytan igen nära Monfalcone där den blir floden Timavos källa. Under regnperioden, då floden försvinner under jord från botten av Velika Dolina, 160 meter under marknivån, utgör den en såväl majestätisk som skrämmande syn.

## Utforskningshistoria
Den första skriftliga källan som nämner Škocjangrottorna härstammar från antiken (100-talet f.Kr) med upphovsmannen Posidonios av Apamea. De finns utmärkta på de äldsta publicerade kartorna av denna del av världen: exempelvis på Lazius-Ortelius karta från 1561 och i Mercators Novus Atlas från 1637. Det faktum att den franska målaren Louis-François Cassas (1782) anlitades för att måla en del landskapsvyer visar också att grottsystemet på 1700-talet ansågs vara det viktigaste naturliga kännemärket i Triestes inland. På hans målningar kan man se att människor vid denna tid besökte bottnen av Velika dolina. Den slovenske forskaren Janez Vajkard Valvasor beskrev Reka och dess underjordiska flöde 1689.
För att förse Trieste med dricksvatten gjordes försök att följa den underjordiska floden. De djupa schakten i karsten utforskades liksom själva Škocjangrottorna. Den systematiska utforskningen av Škocjangrottorna påbörjades 1884 av en speleologigrupp. Utforskare nådde strandbanken till Mrtvo jezero (Döda sjön) 1890. Den senaste större prestationen var upptäckten av Tiha jama (Tysta grottan) 1904, då några lokala bybor klättrade upp för den sextio meter höga väggen i Müller Hall. Nästa stora händelse skedde sedan inte förrän 1990, nära 100 år efter upptäckten av Mrtvo jezero. Slovenska dykare lyckades simma igenom sughäverten Ledeni dihnik och upptäckte över 200 meter nya grottpassager.

## Arkeologi
Från urminnes tider har folk lockats till klyftan där floden Reka försvinner in i berget liksom den mystiska grottingången. Reka sjunker ner under en bergvägg; på dess topp ligger byn Škocjan efter vilken grottorna fått sitt namn. Škocjangrottornas regionalpark är extremt rik på arkeologiska fynd, vilket indikerar att platsen varit bebodd i mer än 10 000 år. Ett värdefulld mängd arkeologiska fynd i 'Mušja Jama' visar på influenser från den grekiska civilisationen, där ett grottempel fanns i slutet av bronsåldern och under järnåldern. Denna region var då, för tre tusen år sedan, en av de viktigaste vallfartsplatserna i Europa, särskilt i Medelhavsområdet, för kulter kopplade till livet efter detta och kommunikationen med förfädernas andar.

## Turism
Det är dock svårt att avgöra när turismen till Škocjangrottorna verkligen kom igång. Enligt vissa källor var det regionens styrelseordförande Matej Tominc (Tomincgrottan har fått sitt namn efter honom) som 1819 bestyrde konstruktionen av stegen ner till botten av Velika dolina (enligt andra källor renoverades den bara). Vid detta tillfälle, mer exakt den 1 januari 1819, introducerades en gästbok. Detta datum kan otvetydigt anses utgöra starten på den moderna turismen till Škocjangrottorna.
På senare tid har grottorna haft omkring 100 000 besökare per år. Idag kan besökare se delar av den underjordiska kanjonen med det sammanstörtade slukhålet Velika Dolina. Hösten 2010 kommer den första delen av grottorna - grottorna Mariničeva och Mahorčičeva med det sammanstörtade slukhålet Mala dolina.